# Campionato francese di rugby a 15 2023-2024
Il Top 14 2023-24 è stato il 125º campionato nazionale francese di rugby a 15 di prima divisione. Il torneo iniziò il 18 agosto 2023 e si concluse il 29 giugno 2024. La finale, disputata presso lo Stadio Vélodrome di Marsiglia, fu vinta dal Tolosa contro il Bordeaux Bègles.

## Formula
Nella stagione regolare le squadre si affrontano a girone unico con partite di andata e ritorno. Ai play-off accedono le prime sei classificate che si sfidano in partite di sola andata. Le squadre dalla terza alla sesta classificata si sfidano in due incontri preliminari per arrivare alle semifinali, a cui la prima e la seconda sono già qualificate. Le sfide preliminari vedono giocare la terza contro la sesta e la quarta contro la quinta. Le vincenti delle semifinali disputano la finale allo Stadio Vélodrome di Marsiglia.
Le prime otto classificate della stagione regolare si qualificano all'European Rugby Champions Cup, mentre quelle dal nono al dodicesimo posto partecipano all'European Rugby Challenge Cup. La squadra ultima classificata retrocede in Pro D2, mentre la penultima disputa uno spareggio contro la finalista della seconda divisione per ottenere la presenza in Top 14 nell'edizione successiva.

## Squadre partecipanti e sedi
| Club            | Sponsor                                  | Città            | Impianto interno        |
| --------------- | ---------------------------------------- | ---------------- | ----------------------- |
| Bayonne         | MGP (assicurazioni)                      | Bayonne          | Stadio Jean Dauger      |
| Bordeaux Bègles | Arkea (credito)                          | Bordeaux         | Stadio Chaban-Delmas    |
| Castres         | Matmut (assicurazioni)                   | Castres          | Stadio Pierre Fabre     |
| Clermont        | Paprec Group (riciclaggio materie prime) | Clermont-Ferrand | Stadio Marcel Michelin  |
| Lione           | Matmut (assicurazioni)                   | Lione            | Stadio di Gerland       |
| Montpellier     | Altrad (materiali edili)                 | Montpellier      | Stadio Yves du Manoir   |
| Oyonnax         | KeriMedical (prodotti chirurgici)        | Oyonnax          | Stade Charles-Mathon    |
| Pau             | Total (carburanti)                       | Pau              | Stade du Hameau         |
| Perpignano      | Zodiac (accessori pulizia piscine)       | Perpignano       | Stadio Aimé Giral       |
| Racing 92       | Natixis (investimenti finanziari)        | Nanterre         | Paris La Défense Arena  |
| La Rochelle     | Apivia (assicurazioni)                   | La Rochelle      | Stadio Marcel Deflandre |
| Stade français  | Capri Sun (bevande analcoliche)          | Parigi           | Stadio Jean Bouin       |
| Tolone          | SPVIE (assicurazioni)                    | Tolone           | Stadio Mayol            |
| Tolosa          | Peugeot (veicoli)                        | Tolosa           | Stadio Ernest Wallon    |

## Stagione regolare
|           | 1ª giornata                 |       |
| --------- | --------------------------- | ----- |
| 18-8-2023 | Bayonne - Tolosa            | 26-7  |
| 19-8-2023 | Racing 92 - Bordeaux-Bègles | 23-18 |
| 19-8-2023 | Perpignano - Stade Français | 7-29  |
| 19-8-2023 | Oyonnax - Clermont          | 36-17 |
| 19-8-2023 | Castres - Pau               | 24-23 |
| 19-8-2023 | Lione - Tolone              | 27-15 |
| 20-8-2023 | Montpellier - La Rochelle   | 26-15 |
|           |                             |       |

|            | 4ª giornata              |       |
| ---------- | ------------------------ | ----- |
| 29-10-2023 | Bayonne - Stade Français | 16-3  |
| 29-10-2023 | Perpignano - Pau         | 24-39 |
| 29-10-2023 | Lione - Clermont         | 41-22 |
| 29-10-2023 | Montpellier - Racing 92  | 16-19 |
| 29-10-2023 | Tolone - Oyonnax         | 41-7  |
| 29-10-2023 | La Rochelle - Castres    | 24-27 |
| 29-10-2023 | Tolosa - Bordeaux-Bègles | 29-22 |
|            |                          |       |

|            | 7ª giornata                   |       |
| ---------- | ----------------------------- | ----- |
| 18-11-2023 | Stade Français - Racing 92    | 9-13  |
| 18-11-2023 | Bayonne - Pau                 | 32-16 |
| 18-11-2023 | Perpignano - Montpellier      | 23-16 |
| 18-11-2023 | Oyonnax - Lione               | 38-20 |
| 18-11-2023 | Clermont - Tolone             | 27-30 |
| 18-11-2023 | Castres - Tolosa              | 31-23 |
| 19-11-2023 | La Rochelle - Bordeaux-Bègles | 25-21 |
|            |                               |       |

|            | 10ª giornata                 |       |
| ---------- | ---------------------------- | ----- |
| 22-12-2023 | Perpignano - Bayonne         | 36-10 |
| 22-12-2023 | Bordeaux-Bègles - Lione      | 46-10 |
| 23-12-2023 | Montpellier - Castres        | 30-21 |
| 23-12-2023 | Racing 92 - Oyonnax          | 66-10 |
| 23-12-2023 | Pau - Clermont               | 22-11 |
| 23-12-2023 | Stade Français - La Rochelle | 18-13 |
| 23-12-2023 | Tolosa - Tolone              | 25-17 |
|            |                              |       |

|           | 13ª giornata                     |       |
| --------- | -------------------------------- | ----- |
| 27-1-2024 | Bordeaux-Bègles - Stade Français | 26-30 |
| 27-1-2024 | Bayonne - Oyonnax                | 21-17 |
| 27-1-2024 | Castres - Clermont               | 20-23 |
| 27-1-2024 | Lione - Perpignano               | 36-24 |
| 27-1-2024 | Montpellier - Pau                | 22-17 |
| 27-1-2024 | Tolone - La Rochelle             | 25-23 |
| 28-1-2024 | Racing 92 - Tolosa               | 20-27 |
|           |                                  |       |

|           | 16ª giornata               |       |
| --------- | -------------------------- | ----- |
| 24-2-2024 | Montpellier - Bayonne      | 28-23 |
| 24-2-2024 | Perpignano - La Rochelle   | 27-15 |
| 24-2-2024 | Castres - Bordeaux-Bègles  | 41-12 |
| 24-2-2024 | Lione - Oyonnax            | 43-26 |
| 24-2-2024 | Pau - Tolone               | 17-9  |
| 24-2-2024 | Racing 92 - Stade Français | 11-27 |
| 25-2-2024 | Clermont - Tolosa          | 33-37 |
|           |                            |       |

|           | 19ª giornata             |       |
| --------- | ------------------------ | ----- |
| 23-3-2024 | Tolone - Montpellier     | 54-7  |
| 23-3-2024 | Oyonnax - Perpignano     | 14-15 |
| 23-3-2024 | Castres - Racing 92      | 21-23 |
| 23-3-2024 | Clermont - Pau           | 31-28 |
| 23-3-2024 | Stade Français - Lione   | 22-13 |
| 23-3-2024 | Bayonne - La Rochelle    | 13-12 |
| 24-3-2024 | Bordeaux-Bègles - Tolosa | 31-28 |
|           |                          |       |

|           | 22ª giornata              |       |
| --------- | ------------------------- | ----- |
| 27-4-2024 | Tolosa - Racing 92        | 32-12 |
| 27-4-2024 | Bayonne - Bordeaux-Bègles | 15-34 |
| 27-4-2024 | Oyonnax - Castres         | 22-19 |
| 27-4-2024 | Lione - Pau               | 38-20 |
| 27-4-2024 | Montpellier - Perpignano  | 20-25 |
| 27-4-2024 | Clermont - Stade Français | 41-18 |
| 28-4-2024 | La Rochelle - Tolone      | 27-17 |
|           |                           |       |

|          | 25ª giornata                 |       |  |
| -------- | ---------------------------- | ----- |  |
| 1-6-2024 | Racing 92 - Pau              | 24-15 |  |
| 1-6-2024 | Perpignano - Bordeaux-Bègles | 37-30 |  |
| 1-6-2024 | Oyonnax - Bayonne            | 27-20 |  |
| 1-6-2024 | Castres - Stade Français     | 27-18 |  |
| 1-6-2024 | Montpellier - Lione          | 41-26 |  |
| 2-6-2024 | Tolone - Clermont            | 52-10 |  |
| 2-6-2024 | Tolosa - La Rochelle         | 31-31 |  |

|           | 2ª giornata               |       |
| --------- | ------------------------- | ----- |
| 25-8-2023 | Stade Français - Oyonnax  | 28-18 |
| 26-8-2023 | La Rochelle - Lione       | 35-14 |
| 26-8-2023 | Bordeaux-Bègles - Castres | 25-23 |
| 26-8-2023 | Clermont - Perpignano     | 38-14 |
| 26-8-2023 | Pau - Racing 92           | 19-17 |
| 26-8-2023 | Tolone - Bayonne          | 19-14 |
| 27-8-2023 | Tolosa - Montpellier      | 38-13 |
|           |                           |       |

|           | 5ª giornata                   |       |
| --------- | ----------------------------- | ----- |
| 4-11-2023 | Oyonnax - La Rochelle         | 19-17 |
| 4-11-2023 | Perpignano - Tolone           | 26-22 |
| 4-11-2023 | Bordeaux-Bègles - Montpellier | 26-13 |
| 4-11-2023 | Clermont - Bayonne            | 46-14 |
| 4-11-2023 | Stade Français - Castres      | 39-16 |
| 4-11-2023 | Racing 92 - Lione             | 22-20 |
| 5-11-2023 | Pau - Tolosa                  | 13-9  |
|           |                               |       |

|            | 8ª giornata                  |       |
| ---------- | ---------------------------- | ----- |
| 25-11-2023 | Tolone - Castres             | 41-19 |
| 25-11-2023 | Bordeaux-Bègles - Perpignano | 46-22 |
| 25-11-2023 | Lione - Bayonne              | 42-29 |
| 25-11-2023 | Montpellier - Oyonnax        | 21-26 |
| 25-11-2023 | Pau - Stade Français         | 30-6  |
| 25-11-2023 | Tolosa - Clermont            | 31-10 |
| 26-11-2023 | Racing 92 - La Rochelle      | 32-10 |
|            |                              |       |

|            | 11ª giornata               |       |
| ---------- | -------------------------- | ----- |
| 29-12-2023 | Oyonnax - Pau              | 34-13 |
| 29-12-2023 | Clermont - Bordeaux-Bègles | 35-40 |
| 30-12-2023 | Lione - Montpellier        | 20-18 |
| 30-12-2023 | Bayonne - Racing 92        | 27-23 |
| 30-12-2023 | Tolone - Stade Français    | 19-5  |
| 30-12-2023 | La Rochelle - Tolosa       | 29-8  |
| 31-12-2023 | Castres - Perpignano       | 13-17 |
|            |                            |       |

|          | 14ª giornata              |       |
| -------- | ------------------------- | ----- |
| 3-2-2024 | Perpignano - Racing 92    | 26-5  |
| 3-2-2024 | Oyonnax - Stade Français  | 19-23 |
| 3-2-2024 | Clermont - Lione          | 38-21 |
| 3-2-2024 | La Rochelle - Montpellier | 18-10 |
| 3-2-2024 | Pau - Castres             | 33-44 |
| 3-2-2024 | Tolosa - Bayonne          | 46-26 |
| 4-2-2024 | Tolone - Bordeaux-Bègles  | 32-37 |
|          |                           |       |

|          | 17ª giornata                |       |
| -------- | --------------------------- | ----- |
| 2-3-2024 | Tolosa - Castres            | 33-6  |
| 2-3-2024 | Bayonne - Lione             | 39-10 |
| 2-3-2024 | Oyonnax - Montpellier       | 35-39 |
| 2-3-2024 | Stade Français - Pau        | 25-12 |
| 2-3-2024 | Tolone - Perpignano         | 44-22 |
| 2-3-2024 | Bordeaux-Bègles - Racing 92 | 21-5  |
| 3-3-2024 | La Rochelle - Clermont      | 42-3  |
|          |                             |       |

|           | 20ª giornata                 |       |
| --------- | ---------------------------- | ----- |
| 30-3-2024 | Montpellier - Stade Français | 10-12 |
| 30-3-2024 | Perpignano - Castres         | 43-12 |
| 30-3-2024 | La Rochelle - Oyonnax        | 40-21 |
| 30-3-2024 | Lione - Bordeaux-Bègles      | 27-10 |
| 30-3-2024 | Racing 92 - Clermont         | 26-10 |
| 30-3-2024 | Tolosa - Pau                 | 31-29 |
| 31-3-2024 | Bayonne - Tolone             | 10-46 |
|           |                              |       |

|           | 23ª giornata                  |       |
| --------- | ----------------------------- | ----- |
| 11-5-2024 | Perpignano - Clermont         | 28-35 |
| 11-5-2024 | Castres - Montpellier         | 27-26 |
| 11-5-2024 | Pau - Oyonnax                 | 39-17 |
| 11-5-2024 | Racing 92 - Bayonne           | 28-37 |
| 11-5-2024 | Tolone - Lione                | 30-24 |
| 11-5-2024 | Bordeaux-Bègles - La Rochelle | 34-14 |
| 12-5-2024 | Tolosa - Stade Français       | 49-18 |
|           |                               |       |

|          | 26ª giornata              |       |
| -------- | ------------------------- | ----- |
| 8-6-2024 | Bayonne - Castres         | 17-28 |
| 8-6-2024 | Bordeaux-Bègles - Oyonnax | 40-7  |
| 8-6-2024 | Clermont - Montpellier    | 52-15 |
| 8-6-2024 | La Rochelle - Racing 92   | 24-19 |
| 8-6-2024 | Lione - Tolosa            | 40-28 |
| 8-6-2024 | Stade Français - Tolone   | 23-20 |
| 8-6-2024 | Pau - Perpignano          | 36-24 |
|          |                           |       |

|          | 3ª giornata                  |       |
| -------- | ---------------------------- | ----- |
| 2-9-2023 | Oyonnax - Tolosa             | 21-27 |
| 2-9-2023 | Castres - Bayonne            | 37-0  |
| 2-9-2023 | Stade Français - Montpellier | 24-9  |
| 2-9-2023 | Pau - Lione                  | 40-10 |
| 2-9-2023 | Racing 92 - Perpignano       | 59-10 |
| 2-9-2023 | Clermont - La Rochelle       | 11-10 |
| 3-9-2023 | Bordeaux-Bègles - Tolone     | 22-17 |
|          |                              |       |

|            | 6ª giornata            |       |
| ---------- | ---------------------- | ----- |
| 11-11-2023 | Tolosa - Perpignano    | 43-34 |
| 11-11-2023 | Castres - Oyonnax      | 39-11 |
| 11-11-2023 | Lione - Stade Français | 32-36 |
| 11-11-2023 | Montpellier - Clermont | 17-20 |
| 11-11-2023 | Pau - Bordeaux-Bègles  | 20-11 |
| 11-11-2023 | La Rochelle - Bayonne  | 18-15 |
| 12-11-2023 | Tolone - Racing 92     | 31-26 |
|            |                        |       |

|           | 9ª giornata               |       |
| --------- | ------------------------- | ----- |
| 2-12-2023 | Tolone - Pau              | 36-13 |
| 2-12-2023 | Bayonne - Montpellier     | 34-19 |
| 2-12-2023 | Oyonnax - Bordeaux-Bègles | 23-29 |
| 2-12-2023 | Castres - Lione           | 29-14 |
| 2-12-2023 | La Rochelle - Perpignano  | 35-6  |
| 2-12-2023 | Clermont - Racing 92      | 23-18 |
| 3-12-2023 | Stade Français - Tolosa   | 27-12 |
|           |                           |       |

|          | 12ª giornata              |       |
| -------- | ------------------------- | ----- |
| 6-1-2024 | Pau - La Rochelle         | 20-29 |
| 6-1-2024 | Perpignano - Oyonnax      | 27-12 |
| 6-1-2024 | Bordeaux-Bègles - Bayonne | 24-23 |
| 6-1-2024 | Stade Français - Clermont | 14-14 |
| 6-1-2024 | Racing 92 - Castres       | 34-30 |
| 6-1-2024 | Tolosa - Lione            | 45-0  |
| 7-1-2024 | Montpellier - Tolone      | 27-17 |
|          |                           |       |

|           | 15ª giornata                |       |
| --------- | --------------------------- | ----- |
| 17-2-2024 | Lione - La Rochelle         | 28-17 |
| 17-2-2024 | Bordeaux-Bègles - Pau       | 10-20 |
| 17-2-2024 | Stade Français - Perpignano | 32-19 |
| 17-2-2024 | Racing 92 - Montpellier     | 20-44 |
| 17-2-2024 | Tolosa - Oyonnax            | 61-34 |
| 17-2-2024 | Bayonne - Clermont          | 21-13 |
| 18-2-2024 | Castres - Tolone            | 25-17 |
|           |                             |       |

|           | 18ª giornata                  |       |
| --------- | ----------------------------- | ----- |
| 9-3-2024  | La Rochelle - Stade Français  | 23-3  |
| 9-3-2024  | Clermont - Oyonnax            | 15-15 |
| 9-3-2024  | Lione - Castres               | 34-19 |
| 9-3-2024  | Montpellier - Bordeaux-Bègles | 10-3  |
| 9-3-2024  | Pau - Bayonne                 | 42-40 |
| 9-3-2024  | Perpignano - Tolosa           | 27-17 |
| 10-3-2024 | Racing 92 - Tolone            | 20-6  |
|           |                               |       |

|           | 21ª giornata               |       |
| --------- | -------------------------- | ----- |
| 20-4-2024 | Castres - La Rochelle      | 25-24 |
| 20-4-2024 | Perpignano - Lione         | 51-20 |
| 20-4-2024 | Oyonnax - Racing 92        | 13-43 |
| 20-4-2024 | Stade Français - Bayonne   | 28-24 |
| 20-4-2024 | Pau - Montpellier          | 31-23 |
| 20-4-2024 | Tolone - Tolosa            | 20-19 |
| 21-4-2024 | Bordeaux-Bègles - Clermont | 41-7  |
|           |                            |       |

|           | 24ª giornata                     |       |
| --------- | -------------------------------- | ----- |
| 18-5-2024 | Montpellier - Tolosa             | 22-29 |
| 18-5-2024 | Bayonne - Perpignano             | 23-20 |
| 18-5-2024 | Oyonnax - Tolone                 | 17-27 |
| 18-5-2024 | Clermont - Castres               | 36-20 |
| 18-5-2024 | Lione - Racing 92                | 20-14 |
| 18-5-2024 | La Rochelle - Pau                | 25-23 |
| 18-5-2024 | Stade Français - Bordeaux-Bègles | 22-18 |

### Classifica
| Pos | Squadra         | G  | V  | N | P  | PF  | PS  | DP   | BMP | Pt |
| --- | --------------- | -- | -- | - | -- | --- | --- | ---- | --- | -- |
| 1   | Tolosa          | 26 | 16 | 1 | 9  | 765 | 592 | +173 | 10  | 76 |
| 2   | Stade français  | 26 | 17 | 1 | 8  | 539 | 511 | +28  | 5   | 75 |
| 3   | Bordeaux Bègles | 26 | 15 | 0 | 11 | 677 | 558 | +119 | 9   | 69 |
| 4   | Tolone          | 26 | 15 | 0 | 11 | 704 | 519 | +185 | 9   | 69 |
| 5   | La Rochelle     | 26 | 13 | 1 | 12 | 595 | 496 | +99  | 12  | 66 |
| 6   | Racing 92       | 26 | 13 | 0 | 13 | 622 | 546 | +76  | 10  | 62 |
| 7   | Castres         | 26 | 13 | 0 | 13 | 643 | 642 | +1   | 10  | 62 |
| 8   | Clermont        | 26 | 12 | 2 | 12 | 621 | 671 | −50  | 9   | 61 |
| 9   | Pau             | 26 | 13 | 0 | 13 | 630 | 609 | +21  | 8   | 60 |
| 10  | Perpignano      | 26 | 13 | 0 | 13 | 634 | 701 | −67  | 6   | 58 |
| 11  | Lione           | 26 | 12 | 0 | 14 | 630 | 754 | −124 | 7   | 55 |
| 12  | Bayonne         | 26 | 11 | 0 | 15 | 572 | 669 | −97  | 8   | 52 |
| 13  | Montpellier     | 26 | 9  | 0 | 17 | 542 | 655 | −113 | 8   | 44 |
| 14  | Oyonnax         | 26 | 7  | 1 | 18 | 539 | 790 | −251 | 4   | 34 |

## Fase a playoff
|  | Preliminari | Preliminari     | Preliminari |  |  | Semifinali | Semifinali      | Semifinali |  |  | Finale          | Finale |  |  |  |  |
|  |             |                 |             |  |  |            |                 |            |  |  |                 |        |  |  |  |  |
|  |             |                 |             |  |  |            |                 |            |  |  |                 |        |  |  |  |  |
|  | 4           | Tolone          | 29          |  |  |            |                 |            |  |  |                 |        |  |  |  |  |
|  | 5           | La Rochelle     | 34          |  |  |            |                 |            |  |  |                 |        |  |  |  |  |
|  |             |                 |             |  |  | 1          | Tolosa          | 39         |  |  |                 |        |  |  |  |  |
|  |             |                 |             |  |  | 5          | La Rochelle     | 23         |  |  |                 |        |  |  |  |  |
|  |             |                 |             |  |  |            |                 |            |  |  | Tolosa          | 59     |  |  |  |  |
|  |             |                 |             |  |  |            |                 |            |  |  | Bordeaux Bègles | 3      |  |  |  |  |
|  |             |                 |             |  |  | 2          | Stade français  | 20         |  |  |                 |        |  |  |  |  |
|  |             |                 |             |  |  | 3          | Bordeaux Bègles | 22         |  |  |                 |        |  |  |  |  |
|  | 3           | Bordeaux Bègles | 31          |  |  |            |                 |            |  |  |                 |        |  |  |  |  |
|  | 6           | Racing 92       | 17          |  |  |            |                 |            |  |  |                 |        |  |  |  |  |

### Preliminari
| Arbitro: | Luc Ramos |

|                                |      |                                          |
| meta tecnica 71’ Singleton 80’ | mt   | 10’ Hastoy 31’ Leyds 40’ Favre 47’ Jégou |
| Jaminet 80+1’                  | tr   | 11’, 32’, 41’, 48’ Hastoy                |
| Jaminet 5’, 13’, 18’, 24’, 34’ | c.p. | 27’, 44’ Hastoy                          |

| Arbitro: | Thomas Charabas |

|                                  |      |                          |
| Tambwe 19’ Lamothe 40’ Buros 54’ | mt   | 67’ Spring               |
| Lucu 41’, 55’                    | tr   |                          |
| Lucu 5’, 13’, 30’, 47’           | c.p. | 3’, 17’, 24’, 36’ Tedder |

### Semifinali
| Arbitro: | Tual Trainini |

|                                                       |      |                       |
| Kinghorn 24’ Mallía 31’, 49’ Chocobares 53’ Lebel 80’ | mt   | 13’ Latu 40’ Alldritt |
| Ramos 25’, 50’, 54’, 80+1’                            | tr   | 14’, 41’ Hastoy       |
| Ramos 3’, 72’                                         | c.p. | 19’, 35’, 63’ Hastoy  |

| Arbitro: | Pierre Brousset |

|                                     |      |                               |
| Briatte 32’ Peyresblanques 62’, 80’ | mt   | 18’, 23’ Lamothe 56’ Bochaton |
| Segonds 33’                         | tr   | 19’, 24’ Lucu                 |
| Segonds 6’                          | c.p. | 12’ Lucu                      |

### Finale
| Arbitro: | Ludovic Cayre |

| |              | |
| Dupont 7’, 24’ Mauvaka 20’ Ramos 64’, 74’ Marchand 68’ Kinghorn 70’ Ainu'u 79’ Capuozzo 80+2’                                                                                               | mt           | |
| Ramos 8’, 25’ Kinghorn 71’ Ntamack 80’ | tr           | |
| Ramos 14’, 44’ | c.p.         | 11’ Lucu |
| · Ramos · 68’ Mallía · 76’ Chocobares · 65’ 76’ Ahki · Kinghorn · Ntamack · 70’ Dupont · 65’ Roumat · Cros · 76’ Willis · Flament · 60’ Arnold · 55’ Aldegheri · 54’ 76’ Mauvaka · 55’ Neti | Formazioni   | · Buros · Penaud · Depoortère · Moefana · Bielle-Biarrey 50’ · Jalibert 54’ · Lucu · Tatafu 7-17’ · Diaby 45’ · Vergnes-Taillefer 59’ · Coleman 65’ · Cazeaux 54’ 65’ · Tameifuna 47’ · Lamothe 59’ · Poirot 45’ |
| · 54’ Marchand · 55’ Ainu'u · 65’ Vergé · 60’ Brennan · 70’ Graou · 68’ Capuozzo · 65’ Costes · 55’ Merkler                                                                                 | Sostituzioni | · Maynadier 59’ · Boniface 45’ · Douglas 54’ · Bochaton 45’ · Samu 59’ · Abadie 54’ · Uberti 50’ · Taufa 47’ |
| Ugo Mola | Allenatori   | Yannick Bru |